# جام خیریه انگلستان ۲۰۰۱
 جام خیریه انگلستان ۲۰۰۱ ، ۷۹امین رقابت سالانه مابین قهرمانان لیگ برتر انگلستان و جام حذفی فوتبال انگلستان است.
این مسابقه در تاریخ ۱۲ آگوست ۲۰۰۱ مابین تیم‌های لیورپول و منچستر یونایتد در ورزشگاه ملنیوم کاردیف برگزار شده‌است.
تیم لیورپول در این مسابقه توانست با نتیجه دو بر یک به پیروزی برسد.

## جزئیات مسابقه
| منچستر یونایتد   | ۱ – ۲ | لیورپول                         |
| ---------------- | ----- | ------------------------------- |
| فان نیستلروی ۵۱' | گزارش | مک‌آلیستر ۲' (پنالتی) · اوون ۱۶' |